# Lophatherum
Lophatherum és un gènere de plantes de la subfamília centotecòidia, família de les poàcies, ordre de les poals, subclasse de les commelínides, classe de les liliòpsides, divisió dels magnoliofitins.

## Taxonomia
- Lophatherum annulatum Franch. i Sav.
- Lophatherum dubium Steud.
- Lophatherum elatum Zoll. i Moritzi
- Lophatherum geminatum Baker
- Lophatherum gracile Brongn.
- Lophatherum humile Miq.
- Lophatherum japonicum Steud.
- Lophatherum zeylanicum Hook.f.